# Head (álbum de The Jesus Lizard)
Head es el primer álbum de larga duración de The Jesus Lizard. Fue lanzado por Touch and Go Records en 1990. Este es el primer lanzamiento en el cual la banda cuenta con el baterista Mac McNeilly.

## Lista de canciones
1. "One Evening" – 3:01
2. "S.D.B.J." – 2:27
3. "My Own Urine" – 3:08
4. "If You Had Lips" – 3:13
5. "7 vs. 8" – 3:35
6. "Pastoral" – 3:29
7. "Waxeater" – 2:09
8. "Good Thing" – 1:44
9. "Tight N Shiny" – 2:11
10. "Killer McHann" – 2:16

La versión en CD incluye el EP debut Pure de 1989:.
1. "Blockbuster" – 3:29
2. "Bloody Mary" – 1:59
3. "Rabid Pigs" – 2:09
4. "Starlet" – 2:42
5. "Happy Bunny Goes Fluff-Fluff Along" ("Breaking Up Is Hard to Do") – 3:54